# Joseph Zhang Xianwang
Joseph Zhang Xianwang (chinês: 张宪旺; nascido em 12 de janeiro de 1965) é um sacerdote católico chinês, arcebispo metropolitano de Jinan desde 2008.
Zhang nasceu no condado de Pingyin, Shandong, em 12 de janeiro de 1965. Após o colegial, ele entrou para o Monastério Sheshan de Xangai. Em março de 1997, ele foi aceito na KU Leuven, onde se formou em junho de 1998.
Ele foi ordenado sacerdote em 8 de dezembro de 1990. Em 29 de abril de 2004, tornou-se Bispo Coadjutor Católico Romano de Ji'nan. Em 18 de maio de 2008, após a morte do Arcebispo Zhao Ziping, ele se tornou Arcebispo Metropolitano de Ji'nan.